# Escape (album de Burning Heads)
Pour les articles homonymes, voir Escape.
Albums de Burning Heads
Be one with the flames Opposite
Escape est le cinquième album du groupe punk rock orléanais Burning Heads.
Après avoir composé et sélectionné une dizaine de morceaux entre mars et juin 1999, le groupe s'envole pour la Californie, effectue quelques concerts à Los Angeles, dont une prestation live sur les ondes de KXLU (ce concert sera publié en 2017 par le label Nineteen Something).  En juillet, les Burning Heads rejoignent le Hansek Studio et l'Ironwood Studio à Seattle pour mettre en boite les 14 titres de Escape. L'album est enregistré et produit par Jack Endino qui avait déjà travaillé avec le groupe sur l’album Dive. Sorti en Europe le 12 novembre 1999 sur Epitaph Europe, il sortira ensuite aux États-Unis en septembre 2000 sur Victory Records (Epitaph ayant refusé de distribuer l’album aux États-Unis). Le disque se vend à 15 000 exemplaires en Europe (ainsi que 1000 exemplaires en Amérique du Nord ), ce qui est loin des objectifs commerciaux du label. À la suite de cet album, Epitaph rompt le contrat qui les lie au Burning Heads, le groupe doit alors changer de label.
À signaler, parmi les 14 titres qui composent cet album, les morceaux reggae Babylone By Skate et No Way, reprises de The Adolescents.	

## Liste des titres
1. End Up Like You
2. SOS
3. A Bitter Taste
4. Who Wants To Know
5. Little Bird
6. Fine
7. Y2k Riot
8. Thinking of The Time
9. Among The Stars
10. Freezin
11. Iron Dick
12. This Time
13. No Way
14. Babylon By Skate